# طيران السعيدة
طيران السعيدة هي شركة طيران يمنية خاصة، تعمل بنظام الطيران منخفض التكلفة، يقع مقرها الرئيسي في العاصمة صنعاء، وتتخذ من مطار صنعاء الدولي مركزاً لعملياتها، تقدم خدماتها إلى 9 وجهات داخل اليمن وفي الدول المجاورة، تمتلك المؤسسة الإسلامية لتنمية القطاع الخاص 75% من أسهم الشركة، فيما تبلغ حصة الخطوط الجوية اليمنية نسبة 25% الباقية، تأسست شركة طيران السعيدة في مارس 2008 وبدأت رحلاتها رسمياً في أكتوبر 2008 برحلة داخلية من صنعاء إلى مطار عدن الدولي ويتكون أسطول الشركة من أربع طائرات من طراز «بومباردير» كندية الصنع.

## الوجهات
وجهات طيران السعيدة في نوفمبر 2009 هي:[بحاجة لمصدر]
- اليمن
  - صنعاء (مطار صنعاء الدولي).
  - عدن (مطار عدن الدولي).
  - الغيضة (مطار الغيضة).
  - حديدة (مطار الحديدة الدولي).
  - المكلا (مطار الريان الدولي).
  - سيئون (مطار سيئون).
  - سقطرى (مطار سقطرى).
  - تعز (مطار تعز الدولي).
- السعودية
  - المدينة المنورة (مطار الأمير محمد بن عبد العزيز الدولي).
  - الدمام (مطار الملك فهد الدولي).
  - أبها (مطار أبها الإقليمي).
  - الرياض(مطار الملك خالد الدولي)
  - الطائف (مطار الطائف الدولي).
- سلطنة عمان
  - صلالة (مطار صلالة).
- جيبوتي
  - جيبوتي العاصمة (مطار جيبوتي أمبولي الدولي).
- الإمارات العربية المتحدة
  - الشارقة (مطار الشارقة الدولي).

## الأسطول
أسطول طيران السعيدة
| نوع الطائرة              | المجموع | عدد الركاب (الدرجة الاقتصادية) | ملاحظات              |
| ------------------------ | ------- | ------------------------------ | -------------------- |
| بومباردييه سي آر جيه 200 | 2       | 50                             | خطوط داخلية وإقليمية |
| بومباردييه سي آر جيه 700 | 1       | 78                             | خطوط داخلية وإقليمية |